# NGC 4172
NGC 4172 је спирална галаксија у сазвежђу Велики медвед која се налази на NGC листи објеката дубоког неба.
Деклинација објекта је + 56° 10' 35" а ректасцензија 12h 12m 14,7s. Привидна величина (магнитуда) објекта NGC 4172 износи 13,3 а фотографска магнитуда 14,2. NGC 4172 је још познат и под ознакама UGC 7205, MCG 9-20-109, CGCG 269-39, CGCG 292-80, PGC 38887.